# Meister der Genueser Johannestafeln
Mit  Meister der Genueser Johannestafeln (italienisch Maestro delle Storie di san Giovanni Evangelista) wird ein flämischer Maler bezeichnet, der um 1500 in Italien in der Stadt Genua tätig war. Der namentlich nicht bekannte Künstler erhielt seinen Notnamen nach den von ihm geschaffenen vier Bildern mit Szenen aus dem Leben des Evangelisten Johannes.
Die auch Johannestafeln in Genua genannten Bilder des Meisters befinden sich heute in der Galleria di Palazzo Bianco in Genua. Dem Meister werden einige wenige andere Bilder zugeschrieben, so z. B. ein Gemälde in Privatbesitz Die Kreuztragung des Heraklius.
Stilistisch ist das Werk des Meister der Genueser Johannestafeln verwandt mit den Arbeiten von Aelbert Bouts (* 1451; † 1549), dem die Johannestafeln anfangs zugeordnet wurden.